# Tranent
Tranent är en ort i Storbritannien.   Den ligger i kommunen East Lothian och riksdelen Skottland, i den centrala delen av landet, 500 km norr om huvudstaden London. Tranent ligger 90 meter över havet och antalet invånare är 9 042.
Terrängen runt Tranent är huvudsakligen platt, men åt sydväst är den kuperad. Havet är nära Tranent åt nordväst.Runt Tranent är det ganska tätbefolkat, med 65 invånare per kvadratkilometer. Närmaste större samhälle är Edinburgh, 15,1 km väster om Tranent. Trakten runt Tranent består till största delen av jordbruksmark.